# El Dara
El Dara es una villa ubicada en el condado de Pike en el estado estadounidense de Illinois. En el Censo de 2010 tenía una población de 78 habitantes y una densidad poblacional de 31,18 personas por km².

## Geografía
El Dara se encuentra ubicada en las coordenadas 39°37′22″N 90°59′28″O / 39.62278, -90.99111. Según la Oficina del Censo de los Estados Unidos, El Dara tiene una superficie total de 2.5 km², de la cual 2.5 km² corresponden a tierra firme y (0%) 0 km² es agua.

## Demografía
Según el censo de 2010, había 78 personas residiendo en El Dara. La densidad de población era de 31,18 hab./km². De los 78 habitantes, El Dara estaba compuesto por el 97.44% blancos, el 0% eran afroamericanos, el 0% eran amerindios, el 2.56% eran asiáticos, el 0% eran isleños del Pacífico, el 0% eran de otras razas y el 0% pertenecían a dos o más razas. Del total de la población el 0% eran hispanos o latinos de cualquier raza.